# Tom Watt
Thomas „Tom“ Watt (* 17. Juni 1935 in Toronto, Ontario) ist ein ehemaliger kanadischer Eishockeytrainer, der von 1982 bis 1992 die Winnipeg Jets, Vancouver Canucks und Toronto Maple Leafs trainierte.

## Karriere
Watt zählt zu den wenigen erfolgreichen Trainern, die nicht auf eine erwähnenswerte Spielerkarriere zurückblicken können.
Bis 1980 war er an der University of Toronto anfangs Spieler später erfolgreicher Trainer. Ins Rampenlicht rückte er als Kanadas Assistenztrainer bei den Olympischen Winterspielen 1980 in Lake Placid. Für die Saison 1980/81 holten ihn die Vancouver Canucks als Assistenten von Harry Neale. Schon ein Jahr später bekam er bei den Winnipeg Jets in der Saison 1981/82 die Stelle des Cheftrainers. Ihm gelang es im ersten Jahr mit den Jets die Punktausbeute um 48 Punkte zu verbessern. Dafür wurde er als bester Trainer der NHL mit dem Jack Adams Award ausgezeichnet. Im Laufe der übernächsten Saison endete seine Zeit in Winnipeg. Beim Canada Cup 1984 stand er im Trainerstab des kanadischen Teams.
Ab der Saison 1985/86 war er wieder hinter der Bande der Vancouver Canucks, dieses Mal als Cheftrainer. Auch 1987 war er wieder beim Canada Cup dabei. Nach zwei Jahren in Vancouver wechselte er als Assistent von Terry Crisp zu den Calgary Flames, mit denen er in der Saison 1988/89 den Stanley Cup gewinnen konnte. Seine nächste Station waren die Toronto Maple Leafs. Nach einem Jahr als Assistent übernahm er zur Saison 1991/92 das Team als Cheftrainer. In den folgenden Jahren trainierte er das Farmteam der Maple Leafs, die St. John’s Maple Leafs in der American Hockey League.
1997 übernahm er mit den Sudbury Wolves ein Nachwuchsteam der OHL. Danach kehrte in die Organisation der Calgary Flames zurück und unterstützte auch hier das AHL-Farmteam, die Saint John Flames.
Im Januar 2001 nahm er seine erste Stelle in den Vereinigten Staaten an und arbeitete im Bereich der Spielerentwicklung bei den Mighty Ducks of Anaheim. Im Sommer 2005 übernahm er bei den Florida Panthers die Aufgabe als Scout.

## Sportliche Erfolge
- Stanley Cup: 1989 (als Assistenztrainer)

### Persönliche Auszeichnungen
- Jack Adams Award: 1982